# Totsuka-ku (Yokohama)
Totsuka-ku (戸塚区?) es uno de los 18 distritos administrativos que conforman la ciudad de Yokohama, la capital de la prefectura de Kanagawa, Japón. Tenía una población estimada de 281 141 habitantes el 1 de septiembre de 2020 y una densidad de población de 7855 personas por km².

## Geografía
Totsuka-ku está localizado en la parte oriental de la prefectura de Kanagawa, y en el área centro-oeste de la ciudad de Yokohama. El área es en gran parte plana, con pequeñas colinas dispersas y es atraveaado por el río Kashio. Limita con los barrios de Sakae-ku, Hodogaya-ku, Minami-ku, Asahi-ku, Kōnan-ku e Izumi-ku, así como con las ciudades de Kamakura y Fujisawa.

## Demografía
Según los datos del censo japonés, la población de Totsuka-ku ha crecido ligeramente en los últimos 30 años.
| 402,239*                                   | 444,116* | 238,536 | 243,400 | 251,020 | 261,616 | 274,324 | 275,283 | 278,975 | 280,700 |
| (Fuente: Oficina de Estadísticas de Japón) |          |         |         |         |         |         |         |         |         |